# Peters baby (TV-serie)
Peters baby är en svensk TV-serie i fyra delar från 1978 i regi av Hans Dahlberg. Serien bygger på romanerna Peters baby, Tjejer, Peter och Peter och Lena av Gun Jacobson och i huvudrollen som Peter ses Peter Malmsjö.

## Rollista
- Peter Malmsjö – Peter Andersson
- Linda Krüger – Marianne Söderström
- Ulla Blomstrand – Margit, Peters mamma, snabbköpskassörska
- Tord Peterson – Karl-Erik, Peters pappa
- Erica Lundberg – Lena, Peters baby som nyfödd
- Lotten Svensson – Lena Marianne som tvååring
- Jenny Hamrin – Lena Marianne som något äldre
- Monica Zetterlund – "Oscar", affärsbiträde
- Fredrika Wikland – Cecilia Holmlund, typograf
- Mattias Hedwall – Göran, Mariannes bror
- Leif Broman – butikschefen
- Lena Brogren – Ann Mari, syster på Barnavårdscentralen
- Elisabeth Grönqvist – Elisabet Berg, socialassistent
- Susanne Holmgren – Majsan
- Thorsten Flinck – Palle
- Maria Franzén	– Gunilla
- Ernst Nathorst-Böös – Kjell
- Mats Björklund – Nicke
- Maria Säflund	– Mona-Lisa
- Åsa Melldahl – Birgit
- Per Halldin – Anders-Petter
- Gun Andersson	– fru Ågren, fostermamma
- Staffan Liljander	– herr Ågren, fosterpappa
- Mikael Klefbeck – kyrkoherden
- John Hernudd – tryckeriägaren
- Sven Lundgren	– Konradsson, typograf
- Björn Ulfung – Björn, Mariannes nye kille

## Om serien
Peters baby producerades av Dahlberg & Wåhlmark Filmproduktion och fotades av Roland Lundin och Fritz Trap. Scenograf var Jan Andersson, klippare Barbro Lidell och scripta Kajsa Forsberg. Musiken komponerades av Rolf Lindblom. Serien är helt inspelad i Nynäshamn och i birollerna användes invånarna själva så som lärare, butiksarbetare och företagare som helt enkelt fick spela sig själva i sin egen miljö. Bland annat kan man se ishockeytränaren Leif Boork i en biroll som lärare på Gröndalsskolan, vilket var hans yrke då. Vidare kan man även se sångaren och skådespelaren Monica Zetterlund i rollen som kassörska. Serien visades första gången i TV1 i fyra femtiominutersavsnitt mellan den 9 och 30 december. Serien repriserads 1982.